# Baseboll vid olympiska sommarspelen 2008
Baseboll vid olympiska sommarspelen 2008 i Peking arrangerades under en elvadagarsperiod med start den 13 augusti och med finalspel den 23 augusti. Samtliga matcher spelades på Wukesong-stadion intill Wukesongs kultur & sportcenter.
Internationella olympiska kommittén (IOK) beslutade senare att baseboll skulle strykas från det olympiska programmet från och med 2012, och 2008 års turnering blev därför den sista på ett tag. Baseboll gjorde tillfällig comeback 2020 i Tokyo (spelen avgjordes 2021 på grund av covid-19-pandemin).

## Format
Åtta lag deltog i turneringen som bestod av två delar. Första delen innebar att samtliga lag mötte varandra en gång. Till den andra delen gick de fyra bästa lagen som mötte varandra i direkta utslagsmatcher som resulterade i en match om guld och en om brons.

## Deltagande länder
- Taiwan, TPE
- Nederländerna, NED
- Kina, CHN
- Kanada, CAN
- Sydkorea, KOR
- USA, USA
- Kuba, CUB
- Japan, JPN

## Medaljörer
| Klass  | Guld | Silver | Brons |
| Herrar | Sydkorea Ryu Hyun-jin Han Ki-Joo Park Jin-Man Kwon Hyuk Lee Taek-Keun Lee Dae-Ho Oh Seung-Hwan Bong Jung-keun Ko Young-Min Lee Jong-Wook Jeong Keun-Woo Kim Min-Jae Jin Kab-Yong Lee Jin-Young Jang Won-Sam Song Seung-Jun Kim Kwang-Hyun Lee Yong-Kyu Kim Dong-Joo Kang Min-Ho Kim Hyung-Soo Lee Seung-Yeop Chong Tae-Hyon Yoon Suk-min | Kuba Ariel Pestano Yoandri Urgellés Alfredo Despaigne Luis Miguel Rodríguez Alexei Bell Yadier Pedroso Jonder Martínez Adiel Palma Luis Miguel Navas Giorvis Duvergel Alexander Mayeta Eriel Sánchez Rolando Meriño Héctor Olivera Michel Enríquez Yuliesky Gourriel Vicyohandri Odelín Pedro Luis Lazo Eduardo Paret Norberto González Norge Luis Vera Frederich Cepeda Elier Sánchez Miguel Lahera | USA Brett Anderson Blaine Neal Matthew Brown Nate Schierholtz Jeremy Cummings Mike Koplove Terry Tiffee Kevin Jepsen Brian Duensing Dexter Fowler Brandon Knight Mike Hessman Casey Weathers Jason Donald Jayson Nix Taylor Teagarden Stephen Strasburg Jake Arrieta Lou Marson Matt LaPorta Trevor Cahill Brian Barden John Gall Jeff Stevens |

## Resultat

### Matcher

#### Rankingrunda
I gruppspelet mötte alla lag varandra och de fyra bästa lagen gick vidare. 
| Nation        | Segrar | Förluster | Tiebreaker |
| ------------- | ------ | --------- | ---------- |
| Sydkorea      | 7      | 0         |            |
| Kuba          | 6      | 1         |            |
| USA           | 5      | 2         |            |
| Japan         | 4      | 3         |            |
| Taiwan        | 2      | 5         | 1-0        |
| Kanada        | 2      | 5         | 0-1        |
| Nederländerna | 1      | 6         | 1-0        |
| Kina          | 1      | 6         | 0-1        |

#### 13 augusti
| Tid   | Lag 1    | Resultat | Lag 2         |
| ----- | -------- | -------- | ------------- |
| 10:30 | Taiwan   | 5 - 0    | Nederländerna |
| 11:30 | Kina     | 0 - 10   | Kanada        |
| 18:00 | Sydkorea | 8 - 7    | USA           |
| 19:00 | Kuba     | 4 - 2    | Japan         |

13 augusti
| 13 augusti, 10:30 |   |   |   |
| Land              | R | H | E |
| Taiwan            | 5 | 7 | 0 |
| Nederländerna     | 0 | 4 | 1 |
| WKB Field 2       |   |   |   |

| 13 augusti, 11:30 |    |    |   |
| Land              | R  | H  | E |
| Kina              | 0  | 8  | 2 |
| Kanada            | 10 | 10 | 0 |
| WKB Main Field    |    |    |   |

| 13 augusti, 18:00 |   |    |   |
| Land              | R | H  | E |
| Sydkorea          | 8 | 9  | 1 |
| USA               | 7 | 12 | 1 |
| WKB Field 2       |   |    |   |

| 13 augusti, 19:00 |   |   |   |
| Land              | R | H | E |
| Kuba              | 4 | 9 | 1 |
| Japan             | 2 | 9 | 1 |
| WKB Main Field    |   |   |   |

#### 14 augusti
| Tid   | Lag 1         | Resultat | Lag 2  |
| ----- | ------------- | -------- | ------ |
| 10:30 | Nederländerna | 0 - 7    | USA    |
| 19:30 | Kuba          | 7 - 6    | Kanada |
| 20:00 | Taiwan        | 1 - 6    | Japan  |

14 augusti
| 14 augusti, 10:30 |   |    |   |
| Land              | R | H  | E |
| Nederländerna     | 0 | 1  | 0 |
| USA               | 7 | 10 | 0 |
| WKB Field 2       |   |    |   |

| 14 augusti, 19:30 |   |   |   |
| Land              | R | H | E |
| Kuba              | 7 | 5 | 2 |
| Kanada            | 6 | 9 | 2 |
| WKB Field 2       |   |   |   |

| 14 augusti, 20:00 |   |   |   |
| Land              | R | H | E |
| Taiwan            | 1 | 4 | 0 |
| Japan             | 6 | 9 | 1 |
| WKB Main Field    |   |   |   |

#### 15 augusti
| Tid   | Lag 1  | Resultat | Lag 2         |
| ----- | ------ | -------- | ------------- |
| 10:30 | Kina   | 8 - 7    | Taiwan        |
| 11:30 | USA    | 4 - 5    | Kuba          |
| 18:00 | Kanada | 0 - 1    | Sydkorea      |
| 19:00 | Japan  | 6 - 0    | Nederländerna |

15 augusti
| 15 augusti, 10:30 |   |    |   |
| Land              | R | H  | E |
| Kina              | 8 | 11 | 3 |
| Taiwan            | 7 | 11 | 1 |
| WKB Field 2       |   |    |   |

| 15 augusti, 11:30 |   |    |   |
| Land              | R | H  | E |
| USA               | 4 | 6  | 0 |
| Kuba              | 5 | 10 | 0 |
| WKB Main Field    |   |    |   |

| 15 augusti, 18:00 |   |   |   |
| Land              | R | H | E |
| Kanada            | 0 | 5 | 1 |
| Sydkorea          | 1 | 3 | 0 |
| WKB Field 2       |   |   |   |

| 15 augusti, 19:00 |   |    |   |
| Land              | R | H  | E |
| Japan             | 6 | 10 | 0 |
| Nederländerna     | 0 | 4  | 1 |
| WKB Main Field    |   |    |   |

#### 16 augusti
| Tid   | Lag 1 | Resultat | Lag 2         |
| ----- | ----- | -------- | ------------- |
| 10:30 | USA   | 5 - 4    | Kanada        |
| 11:30 | Kuba  | 1 - 0    | Taiwan        |
| 18:00 | Kina  | 4 - 6    | Nederländerna |
| 19:00 | Japan | 3 - 5    | Sydkorea      |

16 augusti
| 16 augusti, 10:30 |   |    |   |
| Land              | R | H  | E |
| USA               | 5 | 9  | 1 |
| Kanada            | 4 | 10 | 1 |
| WKB Field 2       |   |    |   |

| 16 augusti, 11:30 |   |   |   |
| Land              | R | H | E |
| Kuba              | 1 | 5 | 0 |
| Taiwan            | 0 | 4 | 1 |
| WKB Main Field    |   |   |   |

| 16 augusti, 18:00 |   |    |   |
| Land              | R | H  | E |
| Kina              | 4 | 11 | 1 |
| Nederländerna     | 6 | 9  | 1 |
| WKB Field 2       |   |    |   |

| 16 augusti, 19:00 |   |   |   |
| Land              | R | H | E |
| Japan             | 3 | 7 | 1 |
| Sydkorea          | 5 | 9 | 1 |
| WKB Main Field    |   |   |   |

#### 17 augusti
| Tid   | Lag 1    | Resultat | Lag 2 |
| ----- | -------- | -------- | ----- |
| 18:00 | Sydkorea | 1 - 0    | Kina  |

17 augusti
| 13 augusti, 18:00 |   |   |   |
| Land              | R | H | E |
| Sydkorea          | 1 | 7 | 0 |
| Kina              | 0 | 4 | 2 |
| WKB Main Field    |   |   |   |

#### 18 augusti
| Tid   | Lag 1         | Resultat | Lag 2    |
| ----- | ------------- | -------- | -------- |
| 10:30 | Kanada        | 0 - 1    | Japan    |
| 11:30 | Taiwan        | 8 - 9    | Sydkorea |
| 18:00 | Nederländerna | 3 - 14   | Kuba     |
| 19:00 | USA           | 9 - 1    | Kina     |

18 augusti
| 18 augusti, 10:30 |   |   |   |
| Land              | R | H | E |
| Kanada            | 0 | 2 | 2 |
| Japan             | 1 | 5 | 0 |
| WKB Field 2       |   |   |   |

| 18 augusti, 11:30 |   |    |   |
| Land              | R | H  | E |
| Taiwan            | 8 | 12 | 2 |
| Sydkorea          | 9 | 16 | 2 |
| WKB Main Field    |   |    |   |

| 18 augusti, 18:00 |    |    |   |
| Land              | R  | H  | E |
| Nederländerna     | 3  | 10 | 2 |
| Kuba              | 14 | 16 | 0 |
| WKB Field 2       |    |    |   |

| 18 augusti, 19:00 |   |   |   |
| Land              | R | H | E |
| USA               | 9 | 9 | 0 |
| Kina              | 1 | 4 | 1 |
| WKB Main Field    |   |   |   |

#### 19 augusti
| Tid   | Lag 1         | Resultat | Lag 2  |
| ----- | ------------- | -------- | ------ |
| 10:30 | Nederländerna | 0 - 4    | Kanada |
| 11:30 | Sydkorea      | 7 - 4    | Kuba   |
| 18:00 | Japan         | 10 - 0   | Kina   |
| 19:00 | USA           | 4 - 2    | Taiwan |

19 augusti
| 19 augusti, 10:30 |   |   |   |
| Land              | R | H | E |
| Nederländerna     | 0 | 2 | 0 |
| Kanada            | 4 | 7 | 1 |
| WKB Field 2       |   |   |   |

| 19 augusti, 11:30 |   |   |   |
| Land              | R | H | E |
| Sydkorea          | 7 | 9 | 0 |
| Kuba              | 4 | 7 | 2 |
| WKB Main Field    |   |   |   |

| 19 augusti, 18:00 |    |    |   |
| Land              | R  | H  | E |
| Japan             | 10 | 10 | 0 |
| Kina              | 0  | 2  | 0 |
| WKB Field 2       |    |    |   |

| 19 augusti, 19:00 |   |    |   |
| Land              | R | H  | E |
| USA               | 4 | 10 | 2 |
| Taiwan            | 2 | 5  | 0 |
| WKB Main Field    |   |    |   |

#### 20 augusti
| Tid   | Lag 1    | Resultat | Lag 2         |
| ----- | -------- | -------- | ------------- |
| 10:30 | Kina     | 1-17     | Kuba          |
| 11:30 | Sydkorea | 10-0     | Nederländerna |
| 18:00 | Taiwan   | 6-5      | Kanada        |
| 19:00 | USA      | 4-2      | Japan         |

20 augusti
| 20 augusti, 10:30 |    |    |   |
| Land              | R  | H  | E |
| Kuba              | 17 | 20 | 0 |
| Kina              | 1  | 2  | 1 |
| WKB Field 2       |    |    |   |

| 20 augusti, 11:30 |    |    |   |
| Land              | R  | H  | E |
| Nederländerna     | 0  | 4  | 1 |
| Sydkorea          | 10 | 16 | 1 |
| WKB Main Field    |    |    |   |

| 20 augusti, 18:00 |   |    |   |
| Land              | R | H  | E |
| Kanada            | 5 | 10 | 3 |
| Taiwan            | 6 | 10 | 2 |
| WKB Field 2       |   |    |   |

| 20 augusti, 19:00 |   |   |   |
| Land              | R | H | E |
| Japan             | 2 | 5 | 0 |
| USA               | 4 | 5 | 0 |
| WKB Main Field    |   |   |   |

### Slutspel
|  | Semifinaler | Semifinaler |   |  | Final      | Final |  |
|  |             |             |   |  |            |       |  |
|  | 22 augusti  |             |   |  |            |       |  |
|  | Japan       | 2           |   |  |            |       |  |
|  | Sydkorea    | 6           |   |  |            |       |  |
|  |             |             |   |  |            |       |  |
|  |             |             |   |  | 23 augusti |       |  |
|  |             |             |   |  | Sydkorea   | 3     |  |
|  |             | Kuba        | 2 |  |            |       |  |
|  |             |             |   |  |            |       |  |
|  |             |             |   |  |            |       |  |
|  |             |             |   |  |            |       |  |
|  | 22 augusti  |             |   |  |            |       |  |
|  | USA         | 2           |   |  |            |       |  |
|  | Kuba        | 10          |   |  |            |       |  |

#### Semifinal
22 augusti
| 22 augusti, 10:30 |   |    |   |
| Land              | R | H  | E |
| Japan             | 2 | 6  | 2 |
| Sydkorea          | 6 | 10 | 1 |
| WKB Main Field    |   |    |   |

| 22 augusti, 18:00 |    |    |   |
| Land              | R  | H  | E |
| USA               | 2  | 6  | 2 |
| Kuba              | 10 | 14 | 2 |
| WKB Main Field    |    |    |   |

### Bronsmatch
|       | Resultat |     |
| ----- | -------- | --- |
| Japan | 4-8      | USA |

23 augusti
| 23 augusti, 10:30 |   |   |   |
| Land              | R | H | E |
| Japan             | 4 | 6 | 1 |
| USA               | 8 | 9 | 0 |
| WKB Main Field    |   |   |   |

#### Final
23 augusti
| 13 augusti, 18:00 |   |   |   |
| Land              | R | H | E |
| Sydkorea          | 3 | 4 | 0 |
| Kuba              | 2 | 5 | 1 |
| WKB Main Field    |   |   |   |

## Slutställning
| Placering | Nation        |
| --------- | ------------- |
| 1         | Sydkorea      |
| 2         | Kuba          |
| 3         | USA           |
| 4         | Japan         |
| 5         | Taiwan        |
| 6         | Kanada        |
| 7         | Nederländerna |
| 8         | Kina          |